# 方斑獅子魚
方斑獅子鱼，为輻鰭魚綱鮋形目杜父魚亞目狮子鱼科的其中一種。目前發現於西北太平洋區，包括日本東北部、薩哈林島及千島群島等海域，屬底棲性魚類，棲息在水深0至346公尺的海域，體長可達28公分，生活習性不明。